# تشن وي (سياسي)
تشن وي (بالصينية: 陈伟) هو سياسي صيني، ولد في 1 أكتوبر 1966 في جينهوا في الصين. حزبياً، نشط في الحزب الشيوعي الصيني.